# Peucedanum crassifolium
Peucedanum crassifolium är en flockblommig växtart som beskrevs av Eugen von Halácsy och Alexander Zahlbruckner. Peucedanum crassifolium ingår i släktet siljor, och familjen flockblommiga växter. Inga underarter finns listade i Catalogue of Life.